# Cẩm cù hạnh
Cẩm cù hạnh (danh pháp hai phần: Hoya hanhiae) là loài thực vật thuộc phân họ Thiên lý Aclepiadoideae, họ La bố ma (Apocynaceae). Loài này được Phạm Văn Thế, Lê Tuấn Anh và Leonid Averyanov mô tả năm 2014 và là loài bản địa của Việt Nam. Cẩm cù hạnh phân bố tại các khu vực gần biển ở Quảng Trị và Nha Trang. Chúng nở hoa vào mùa hè, từ tháng 6 đến tháng 8.

## Phát hiện
Hoya hanhiae được đặt theo tên bà Nguyễn Thúy Hạnh, người có công phát hiện và thu mẫu.

## Mô tả
Cẩm cù hạnh Hoya hanhiae là loài sống phụ sinh trên các thân cây già, dạng dây leo nửa hoá gỗ. Chúng có các rễ bám mọc ra từ các đốt thân, và có thể dài đến 5 m. Lá mọc đối chữ thập, phiến lá nạc, hình trứng đến hình trứng rộng, phiến lá dài 6–17 cm, rộng 4–10 cm và nhẵn. Gốc lá hình nêm hoặc tròn, đầu lá nhọn. Lá có 3–5 gốc, trong đó 2 gân gần sát gốc thường không nhìn thấy. Các gân bên nhìn rõ ở mặt trên trong khi chúng mờ ở mặt dưới. Cụm hoa xuất hiện ngoài nách lá, có dạng nửa hình cầu, dạng hoa tán và mang nhiều hoa, chừng 25 đến 43 bông. Hoa có nhiều dạng màu sắc, nhưng màu phổ biến nhất là màu hồng vàng. Quả nang dài chừng 10 cm và mang nhiều hạt, hạt có túm lông.

## Phân bố
Đông Hà, Quảng Trị; Nha Trang, Khánh Hoà

## Sinh thái
Cẩm cù hạnh phân bố trong rừng thứ sinh cây lá rộng thường xanh mưa mùa nhiệt đới ở đất thấp trên đất cát tại các khu vực gần biển ở Quảng Trị và Nha Trang. Mùa hoa của chúng được quan sát vào mùa hè từ tháng 6 đến tháng 8 Dương lịch. Hoa rất thơm và có thể tồn tại đến 4 ngày, chúng có đặc điểm lạ là vào ban đêm thì hoa đóng lại sau đó lại mở ra vào sáng hôm sau.